# Bernard van Valence
Bernard van Valence (gestorven: 1135) was de eerste Latijnse patriarch van Antiochië. Een functie die hij tussen 1100 en 1135 vervulde.

## Biografie
Bernard was afkomstig uit Valence en diende als kapelaan van Adhemar van Le Puy tijdens de Eerste Kruistocht. In 1099 werd hij geconsacreerd tot de allereerste Latijnse bisschop van Artah. Zes maanden later werd hij verheven tot Latijns patriarch van Antiochië. In deze functie volgde hij de Griekse-orthodoxe patriarch Johannes VII van Antiochië op. Hierdoor werd Bernard van Valence een van de belangrijkste geestelijken van de Levant. Hij speelde ook een belangrijke diplomatieke rol in de regio, als patriarch had hij zowel autoriteit in het Vorstendom Antiochië als in het Graafschap Edessa en was hij betrokken als onderhandelaar tussen de Latijnen in de regio gedurende de periode 1108-1127.
Als geestelijk leidsman leidde hij de bevolking van Antiochië na de aardbeving die de stad in 1114 trof. Na de Slag van Ager Sanguinis was Bernard van Valence genoodzaakt de stad te verdedigen voor een aanval van Ilghazi. Hij kondigde een avondklok af en alleen Franken mochten wapens dragen verordonneerde hij. Dag en nacht liet hij de muren van Antiochië bewaken door burgers en geestelijken. Toen Ilghazi de stad naderde en hoorde over hoe goed de stad was verdedigd trok hij zich terug.
Bernard van Valence overleed in 1135 en werd opgevolgd door Ralphus van Domfront als patriarch.